# شوجی سورومی
شوجی سورومی (به انگلیسی: Shuji Tsurumi) ژیمناست زادهٔ ۲۹ ژانویهٔ ۱۹۳۸ میلادی اهل کشور ژاپن است.